# Draco-Zwerggalaxie
Die Draco-Zwerggalaxie ist eine elliptische Zwerggalaxie, gehört zur lokalen Gruppe und ist ein Begleiter der Milchstraße in nur 280.000 Lichtjahren Entfernung. Die Anzahl der Sterne in der Draco-Zwerggalaxie wird auf etwa drei Millionen geschätzt. Sie wurde von Albert G. Wilson am Lowell-Observatorium im Jahre 1954 entdeckt. Ihr Name leitet sich aus ihrer Position ab, da sie im Sternbild Draco (lat. Drache) steht.

## Eigenschaften
Die Galaxie wurde von Walter Baade, Henrietta Hill Swope und Paul William Hodge in den Jahren 1961 bzw. 1964 auf veränderliche Sterne hin untersucht. Dabei wurden mehr als 260 Sterne als solche identifiziert. Bis auf 5 Sterne waren diese alle vom Typ RR Lyrae. Für ihre Beobachtungen benutzten sie das Oschin Schmidt-Teleskop auf dem Mount Palomar.
Neuere Untersuchungen der Draco-Zwerggalaxie haben eine hohe Geschwindigkeitsdispersion bis weit nach außen, sowie ein großes Masse-Licht-Verhältnis gezeigt und legen nahe, dass die Galaxie von einem großen Halo aus dunkler Materie umgeben wird, welcher die Größe ihres sichtbaren Teils signifikant übertreffen dürfte. Die Draco-Zwerggalaxie wird in dieser Hinsicht in Zukunft weiterhin ein interessantes Forschungsobjekt bleiben und könnte nähere Aufschlüsse über die Natur von dunkler Materie liefern.

## Weiteres
- Liste der Galaxien der Lokalen Gruppe